# Пендус (приток Кочевалы)
Пендус — река в России, протекает в Вологодской области, в Нюксенском районе. Устье реки находится в 0,4 км по левому берегу реки Кочевала. Длина реки составляет 11 км.
Исток Пендуса находится в лесах, в 18 км к юго-западу от Нюксеницы. Течёт на север в лесной, ненаселённой местности. Впадает в Кочевалу, которая, в свою очередь через 400 м впадает в Сухону.

## Данные водного реестра
По данным государственного водного реестра России относится к Двинско-Печорскому бассейновому округу, водохозяйственный участок реки — Северная Двина от начала реки до впадения реки Вычегда, без рек Юг и Сухона (от истока до Кубенского гидроузла), речной подбассейн реки — Сухона. Речной бассейн реки — Северная Двина.
По данным геоинформационной системы водохозяйственного районирования территории РФ, подготовленной Федеральным агентством водных ресурсов:
- Код водного объекта в государственном водном реестре — 03020100312103000008992
- Код по гидрологической изученности (ГИ) — 103000899
- Код бассейна — 03.02.01.003
- Номер тома по ГИ — 03
- Выпуск по ГИ — 0